# 아서 밸푸어
밸푸어 경(Lord Balfour)으로도 알려진 제1대 밸푸어 백작 아서 제임스 밸푸어(Arthur James Balfour, 1st Earl of Balfour, KG, OM, PC, FRS, FBA, DL /ˈbælfər, -fɔːr/, 전통적 스코틀랜드 영어로 /bəlˈfʊər/; 1848년 7월 25일 ~ 1930년 3월 19일)는 1902년부터 1905년까지 영국의 총리를 역임한 보수당 정치인이다. 밸푸어는 로이드 조지 내각에서 외무장관으로서 팔레스타인에 "유대인의 고국" 건설을 지지하는 1917년 밸푸어 선언에 내각을 대표하여 서명했다.
1874년 국회에 입성한 밸푸어는 아일랜드 비서실장으로 명성을 얻었다. 이 직책으로 밸푸어는 부재 지주들에 대한 조치를 취하는 한편, 농촌의 불안을 잠재웠다. 밸푸어는 아일랜드가 영국에 남거나 독립하는 것 사이에 어떠한 타협책도 있을 수 없다고 말하며, 아일랜드 자치법을 반대했다. 1891년부터 밸푸어는 하원에서 보수당을 이끌며 외삼촌 솔즈베리 경 밑에서 일했다. 솔즈베리 정부는 1895년과 1900년 총선에서 의회 과반수를 차지하며 승리했다. 명성있는 논객이던 밸푸어는 정당 경영이라는 틀에 박힌 업무에 질려했다.
1902년 7월, 밸푸어는 외삼촌의 총리직을 이어받았다. 그가 총리로 활동할 시기의 보수당과 영국 정부는 관세 개혁 때문에 대립하고 있었다

## 배경과 어린 시절
아서 밸푸어는 스코틀랜드 이스트로디언 위팅엄 하우스에서 제임스 메이틀런드 밸푸어(1820-1856)와 블랑슈 개스코인세실 부인(1825-1872)의 장남으로 태어났다. 아버지는 할아버지 제임스를 이어 스코틀랜드 의원을 맡았다. 어머니는 초대 솔즈베리 백작 로버트 세실을 시조로 하는 세실 가문 출신으로, 2대 솔스베리 후작의 딸이자 훗날 총리가 되는 3대 솔스베리 후작의 누이였다. 아서 밸푸어의 대부는 웰링턴 공작으로, 그의 이름을 물려받았다. 아서 밸푸어는 8명의 자식들 가운데 셋째로, 장남이었으며, 형제 넷과 누이 셋이 있었다. 아서 벨푸어는 헤트포드셔 허즈던에 있는 그레인지 예비교(1859-1861)와 이튼 칼리지(1861-1866)에서 교육받았다. 이튼에서 밸푸어는 대가이던 윌리엄 존슨 코리에게서 배웠다. 이후 밸푸어는 케임브리지 대학교에 진학하여, 트리니티 칼리지에서 윤리학을 듣고(1866-1869), 2등급 학위로 졸업했다. 남동생은 케임브리지의 배아학자 프랜시스 메이틀런드 발푸어(1851-1882)이다.

## 서훈
- 1916년 메리트 훈장(OM)
- 1922년 가터 훈장(KG)
- 1922년 밸푸어 백작위 서임(1st Earl Balfour of Whittingehame)

## 같이 보기
- 밸푸어 선언
- 밸푸어 선언 (1926년)
- 바바라 터크먼